# Aphodius grafi
Aphodius (Chilothorax) grafi – gatunek chrząszcza z rodziny poświętnikowatych i podrodziny plugowatych.
Gatunek ten opisany został w 1901 roku przez Edmunda Reittera. Opisany w 1984 przez Nikolajewa A. boreomongolicus miał się od podobnych gatunków różnić głównie jednolicie brązowymi pokrywami, jednak uznany został później za zmelanizowaną formę A. grafi.
Plug o ciele długości od 4,4 do 6,1 mm. Oczy w widoku grzbietowym o średnicy zbliżonej do najmniejszej odległości między krawędzią oka a gulą. Policzki samic wystające przed oczy. Wierzch głowy i przedplecza brązowe do jasnobrązowych. Tarczka owłosiona tylko przy podstawie. Zapiersie owłosione. Paramery samców z krótkimi wyrostkami o wierzchołkach węższych w bocznym widoku niż u A. tanhensis.
Chrząszcz palearktyczny, znany z Mongolii i rosyjskiej części gór Ałtaj.